# Santa María de Ordás
Santa María de Ordás è un comune spagnolo di 398 abitanti situato nella comunità autonoma di Castiglia e León.